# Welcome to the Universe Tour
El Welcome to the Universe Tour fue la segunda gira musical por parte de a banda de rock estadounidense Thirty Seconds to Mars.

## Lista de canciones
1. "A Beautiful Lie"
2. "Battle of One"
3. "R-Evolve"
4. "The Story"
5. "Buddha for Mary"
6. "The Mission"
7. "Was It a Dream?"
8. "Capricorn (A Brand New Name)"
9. "From Yesterday"
10. "Attack"
11. "The Kill"
12. "The Fantasy"

## Fechas de la gira
| Fecha                   | Ciudad             | País           | Lugar                    |
| ----------------------- | ------------------ | -------------- | ------------------------ |
| Norteamérica            |                    |                |                          |
| 17 de octubre de 2006   | Minneapolis        | Estados Unidos | The Myth                 |
| 18 de octubre de 2006   | Milwaukee          | Estados Unidos | Eagles Ballroom          |
| 20 de octubre de 2006   | Chicago            | Estados Unidos | Congress Theater         |
| 21 de octubre de 2006   | Indianapolis       | Estados Unidos | Egyptian Room            |
| 22 de octubre de 2006   | Detroit            | Estados Unidos | State Theater            |
| 24 de octubre de 2006   | Columbus           | Estados Unidos | Promo West Pavilion      |
| 27 de octubre de 2006   | New York City      | Estados Unidos | Roseland Ballroom        |
| 28 de octubre de 2006   | Boston             | Estados Unidos | Avalon Ballroom          |
| 29 de octubre de 2006   | Providence         | Estados Unidos | Lupo's                   |
| 30 de octubre de 2006   | Toms River         | Estados Unidos | Ritacco Center           |
| 31 de octubre de 2006   | Philadelphia       | Estados Unidos | Electric Factory         |
| 2 de noviembre de 2006  | Atlanta            | Estados Unidos | The Tabernacle           |
| 3 de noviembre de 2006  | North Myrtle Beach | Estados Unidos | House of Blues           |
| 4 de noviembre de 2006  | Orlando            | Estados Unidos | Hard Rock Cafe           |
| 6 de noviembre de 2006  | Fort Lauderdale    | Estados Unidos | Revolution               |
| 7 de noviembre de 2006  | St. Petersburg     | Estados Unidos | Jannus Landing           |
| 9 de noviembre de 2006  | Houston            | Estados Unidos | Verizon Wireless Theater |
| 10 de noviembre de 2006 | San Antonio        | Estados Unidos | Sunset Station           |
| 11 de noviembre de 2006 | Fort Worth         | Estados Unidos | Ridglea Theatre          |
| 13 de noviembre de 2006 | St. Louis          | Estados Unidos | The Pageant              |
| 15 de noviembre de 2006 | Denver             | Estados Unidos | Fillmore Theater         |
| 16 de noviembre de 2006 | Salt Lake City     | Estados Unidos | Saltair Pavilion         |
| 18 de noviembre de 2006 | Portland           | Estados Unidos | Roseland Theater         |
| 19 de noviembre de 2006 | Seattle            | Estados Unidos | Fenix                    |
| 22 de noviembre de 2006 | San Francisco      | Estados Unidos | The Warfield             |
| 24 de noviembre de 2006 | San Diego          | Estados Unidos | SOMA                     |
| 25 de noviembre de 2006 | Los Ángeles        | Estados Unidos | Wiltern Theatre          |